# Heterischnus excavatus
Heterischnus excavatus là một loài tò vò trong họ Ichneumonidae.